# Старі християни
Старі християни (ісп. cristianos viejos, досл. «старі християни»; в літературі зустрічаються терміни «чистокровні християни»,«старовинні християни», «корінні християни», порт. cristão-velho, cristão-puro) — в Іспанії у XV-XIX ст. і в Португалії та Бразилії у XV-XVIII ст., назва людей, які не мали в чотирьох попередніх поколіннях, тобто до п’ятого коліна, предків, навернених у християнство з юдаїзму чи ісламу.
У 1449 р. — на початку 1450-х рр. в Іспанії та у 1450-х рр. в Португалії були прийняті закони[недоступне посилання з липня 2019], згідно з якими тільки споконвічні християни могли знаходитися на церковній, державній та військовій службі, відпливати за море; в деяких містах Іспанії та Португалії могли жити тільки споконвічні християни; інші піддані не могли свідчити проти споконвічних християн в суді. 
Для того, щоб скористатися своїми правами, споконвічний християнин повинен був надати документ про «чистоту крові» (ісп. limpieza de sangre, ту ж назву носила і серія законів про привілейоване становище споконвічних християн). В епоху привілейованого становища споконвічних християн африканці, азіати та індіанці християнського віросповідання не вважалися повноправними підданими.
У 1611 р. папа Павло V розповсюдив статути про "чистоту крові" на всю церкву.
У 1773 р. в Португалії та наприкінці 1850-х рр. — 1860 р. у Іспанії закони про привілейоване становище споконвічних християн були скасовані. 